# گوردون مک‌کوئین
گوردون مک‌کوئین (به انگلیسی: Gordon McQueen) (زادهٔ ۲۶ ژوئن ۱۹۵۲ – درگذشتهٔ ۱۵ ژوئن ۲۰۲۳) بازیکن فوتبال اهل اسکاتلند بود.